# Lienella quadriannulata
Lienella quadriannulata är en stekelart som beskrevs av Cameron 1906. Lienella quadriannulata ingår i släktet Lienella och familjen brokparasitsteklar. Inga underarter finns listade i Catalogue of Life.